# Andrzej Juszkiewicz

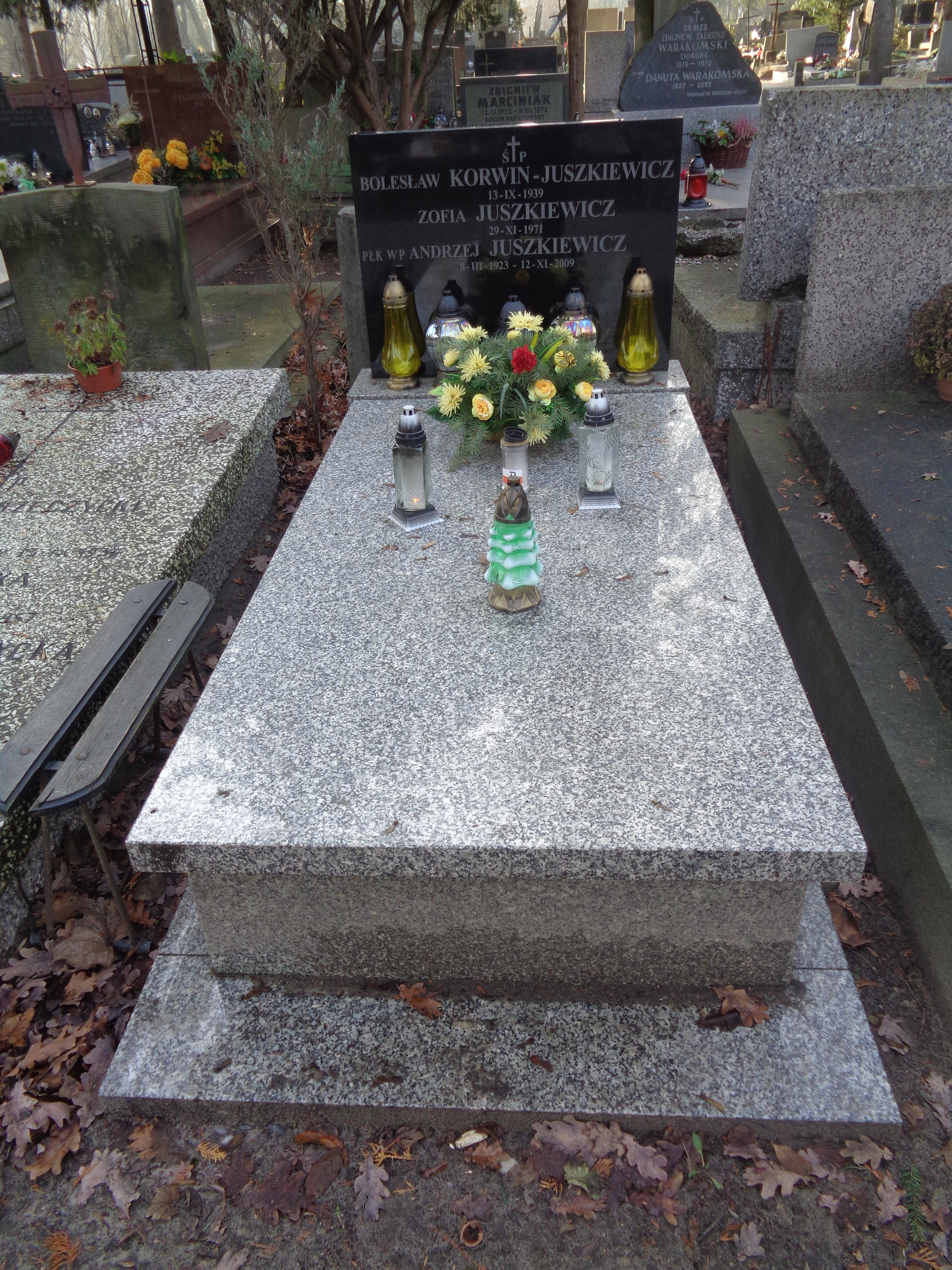
Grób Andrzeja Juszkiewcza na Cmentarzu Wojskowym na Powązkach

Andrzej Juszkiewicz herbu Ślepowron (ur. 8 marca 1923, zm. 12 listopada 2009 w Warszawie) – polski żołnierz, działacz społeczny i kombatancki, walczył podczas  II wojniy światowej i członek misji pokojowej ONZ w Wietnamie. Pułkownik Wojska Polskiego. Krzewiciel pamięci o powstaniu styczniowym (1863-1864). Prawnuk generała Romualda Traugutta (1826-1864).

## Życiorys
Urodził się 8 marca 1923 w rodzinie Bolesława Juszkiewicza herbu Ślepowron (1888-1939) (wnuka generała Romualda Traugutta) i Zofii Błociszewskiej (zm. 1971). W młodości walczył podczas II wojny światowej. Po wojnie służył w Ludowym Wojsku Polskim. Był członkiem misji pokojowej Organizacji Narodów Zjednoczonych w Wietnamie, a następnie był wieloletnim działaczem Związku Inwalidów Wojennych RP.
W 2006 i w 2007 był gościem honorowym I  i  II Ogólnopolskiego Zlotu Szkół im. Romualda Traugutta.
Zmarł 12 listopada 2009 w wieku 86 lat. Został pochowany 18 listopada 2009 w rodzinnym grobie na Cmentarzu Wojskowym na Powązkach w Warszawie (C21-1-2).

## Życie prywatne
Był żonaty. Miał dzieci, wnuki i prawnuki. Miał starszego brata i przyrodnią młodszą siostrę.